# Studenten für Christus
Studenten für Christus (kurz SfC) Deutschland und Europa ist ein nationales und internationales Netzwerk von Christen an Hochschulen, mit dem Ziel, zu einem glaubwürdigen Christsein zu motivieren, das sich intellektuellen Herausforderungen stellt und alle Lebensbereiche durchdringt. Angeschlossen sind die Studenten für Christus dem Bund freikirchlicher Pfingstgemeinden. Die Organisation unterhält außerdem eine Partnerschaft mit dem amerikanischen Zweig von Chi Alpha, der als europäischer Zweig aufgeführt ist.

## Geschichte und Aufbau
Der Verein wurde 1981 von Anita und John Koeshall bei der Technischen Universität in München gegründet. John Koeshall war 1980 von dem christlichen Werk Chi Alpha Campus Ministries nach Deutschland ausgesandt worden.
In Deutschland gibt es zurzeit an 13 Hochschulorten Gruppen. Die Vereinigung wird gegenwärtig von Kirk Priest geleitet. Auch in anderen Ländern Europas gibt es eine wachsende Anzahl von SfC-Gruppen. Die Studierenden kommen aus den unterschiedlichsten Konfessionen und Denominationen, wie der katholischen und evangelischen Kirche oder den verschiedenen evangelischen Freikirchen und Gemeinschaften.
Neben dem SfC-Bundesleiter gibt es einen Regionalleiter im Nordosten und einen im Südwesten Deutschlands. Die einzelnen Gruppen bestehen in der Regel aus einem Leitungsteam und den Mitarbeitern sowie den Besuchern. Die Ortsgruppen werden von den Studierenden selbst geleitet, die sich ehrenamtlich engagieren. SfC finanziert sich ausschließlich durch Spenden und ist rechtlich als e.V. organisiert. Das SfC-Bundesbüro befindet sich in Waldkirch, nahe Freiburg im Breisgau.

## Glaubensgrundlage und Ziele
Als Glaubensgrundlage wurde neben dem Apostolischen Glaubensbekenntnis das Nicäno-Konstantinopolitanum gewählt, welches die weltweite Christenheit verbindet. SfC ist weder Kirche noch Gemeinde, sondern sieht sich selbst als eine ergänzende Arbeit, die das Werk der Kirchengemeinden vor Ort unterstützen soll. So wird von den SfC-Gruppen keine Taufe durchgeführt und auch nicht die Eucharistie gefeiert, um nicht die überkonfessionelle bzw. ökumenische Ausrichtung zu verletzen.
SfC hat den Wunsch eine besondere Offenheit für den Heiligen Geist zu pflegen und zum übergeordneten Ziel:
- Studierende an den Hochschulen mit Jesus Christus bekannt machen und ihnen die Liebe Gottes weitergeben
- gläubige Studierende in ihrem Christsein stärken
- zusammen mit den anderen christlichen Studierendenarbeiten eine Brücke zu den Kirchen und Freikirchen sein.[6]

Grundsätze sind:
Anbetung, Gebet, Jüngerschaft, Gemeinschaft und Evangelisation.

## Veranstaltungen und Angebote
- Offene Abende: Dies sind wöchentliche Treffen der einzelnen Hochschulgruppen, meist mit Musik, die der Anbetung dient, einem speziellen Thema und anschließender Gemeinschaft.
- Jüngerschaftsgruppen und Hauskreise: Sie dienen dem weiteren persönlichen Austausch, Gebet und Glaubenswachstum.
- Aktionen der einzelnen Gruppen, wie z. B. Ausflüge, Fahrradtouren, Wanderungen, evangelistische Einsätze und Hüttenwochenenden
- seelsorgerliche Begleitung Studierender
- Zusammenarbeit bei Semestereröffnungsgottesdiensten und Hochschultagen mit anderen christlichen Hochschulgruppen, wie SMD, Campus für Christus, Deutscher Christlicher Techniker-Bund, Navigatoren, ESG und KHG
- überregionale Seminare mit ausgewählten Themen zu Glauben und Leben
- einmal jährlich eine Silvesterkonferenz.

SfC-Europa bietet darüber hinaus Seminare und die Europakonferenz in wechselnden Ländern Europas an.